# Diocesi di Darjeeling
La diocesi di Darjeeling (in latino Dioecesis Darieelingensis) è una sede della Chiesa cattolica in India suffraganea dell'arcidiocesi di Calcutta. Nel 2021 contava 37.320 battezzati su 1.535.370 abitanti. È retta dal vescovo Stephen Lepcha.

## Territorio
La diocesi comprende tre suddivisioni del distretto di Darjeeling (Darjeeling Sadar, Kalimpong e Kurseong) nello stato del Bengala Occidentale in India. Dalla diocesi di Darjeeling dipendono anche i cattolici residenti in Bhutan e nello stato indiano del Sikkim (indipendente fino al 1975).
Sede vescovile è la città di Darjeeling, dove si trova la cattedrale dell'Immacolata Concezione.
Il territorio è suddiviso in 60 parrocchie.

## Storia
La missione sui iuris del Sikkim fu eretta il 15 febbraio 1929  con il breve In longinquis di papa Pio XI, ricavandone il territorio dal vicariato apostolico di Tatsienlou in Cina e dalla diocesi di Calcutta (oggi arcidiocesi).
Il 16 giugno 1931 la missione sui iuris fu elevata al rango di prefettura apostolica con il breve Litteris Apostolicis dello stesso papa Pio XI.
L'8 agosto 1962 in forza della bolla Quem ad modum di papa Giovanni XXIII la prefettura apostolica ha incorporato alcuni territori che erano appartenuti all'arcidiocesi di Calcutta e contestualmente è stata elevata a diocesi e ha assunto il nome attuale.
Il 20 gennaio 1975 in forza del decreto Quo facilius della Congregazione di Propaganda Fide la giurisdizione sui cattolici del Bhutan passò dalla diocesi di Tezpur a quella di Darjeeling.
Il 14 giugno 1997 la diocesi ha ceduto una porzione del suo territorio a vantaggio dell'erezione della diocesi di Bagdogra.

## Cronotassi dei vescovi
Si omettono i periodi di sede vacante non superiori ai 2 anni o non storicamente accertati.
- Jules Émile Douénel, M.E.P. † (19 febbraio 1929 - 8 aprile 1937 dimesso)
- Aurelio Gianora, C.R.A. † (14 maggio 1937 - 8 agosto 1962 dimesso)
- Eric Benjamin † (8 agosto 1962 - 12 maggio 1994 deceduto)
  - Sede vacante (1994-1997)
- Stephen Lepcha, dal 14 giugno 1997

## Statistiche
La diocesi nel 2021 su una popolazione di 1.535.370 persone contava 37.320 battezzati, corrispondenti al 2,4% del totale.
| anno | popolazione | popolazione | popolazione | presbiteri | presbiteri | presbiteri | presbiteri                | diaconi | religiosi | religiosi | parrocchie |
| anno | battezzati  | totale      | %           | numero     | secolari   | regolari   | battezzati per presbitero | diaconi | uomini    | donne     | parrocchie |
| ---- | ----------- | ----------- | ----------- | ---------- | ---------- | ---------- | ------------------------- | ------- | --------- | --------- | ---------- |
| 1950 | 1.617       | 200.000     | 0,8         | 18         | 4          | 14         | 89                        |         | 15        | 18        | 7          |
| 1970 | 25.552      | 796.640     | 3,2         | 96         | 16         | 80         | 266                       |         | 275       | 194       | 19         |
| 1980 | 36.931      | 2.450.000   | 1,5         | 92         | 35         | 57         | 401                       |         | 103       |           | 34         |
| 1990 | 54.400      | 3.840.000   | 1,4         | 110        | 53         | 57         | 494                       |         | 145       | 297       | 39         |
| 1999 | 31.300      | 3.180.000   | 1,0         | 117        | 67         | 50         | 267                       |         | 114       | 300       | 40         |
| 2000 | 30.600      | 3.180.000   | 1,0         | 103        | 60         | 43         | 297                       |         | 118       | 264       | 44         |
| 2001 | 33.780      | 3.715.000   | 0,9         | 108        | 63         | 45         | 312                       |         | 81        | 272       | 49         |
| 2002 | 31.943      | 3.530.542   | 0,9         | 119        | 67         | 52         | 268                       |         | 107       | 296       | 50         |
| 2003 | 31.943      | 3.530.542   | 0,9         | 120        | 68         | 52         | 266                       |         | 107       | 296       | 50         |
| 2004 | 31.942      | 3.600.000   | 0,9         | 117        | 61         | 56         | 273                       |         | 102       | 222       | 35         |
| 2006 | 33.553      | 2.331.153   | 1,4         | 100        | 55         | 45         | 335                       |         | 90        | 319       | 35         |
| 2013 | 39.210      | 1.415.000   | 2,8         | 135        | 80         | 55         | 290                       |         | 141       | 306       | 57         |
| 2016 | 36.583      | 1.470.000   | 2,5         | 133        | 78         | 55         | 275                       |         | 114       | 299       | 54         |
| 2019 | 36.808      | 1.503.730   | 2,4         | 152        | 84         | 68         | 242                       |         | 138       | 291       | 58         |
| 2021 | 37.320      | 1.535.370   | 2,4         | 147        | 83         | 64         | 253                       |         | 98        | 286       | 60         |